# Дара Бубамара
Радойка „Рада“ Аджич (на сръбски: Radojka 'Rada' Adžić или Радојка „Рада“ Аџић) е рожденото име на сръбската певица Дара Бубамара. Израства в квартал „Сателит“, Нови сад, Сърбия. През януари 2009 г. ражда момче. Най-популярната песен в Югославия на певицата през 1990 година е Košava sa Dunava. През 2007 г. песента ѝ Zidovi се превърна в една от най-популярните песни за лятото на същата година.

## Дискография

### Студийни албуми
- Dosada (1995)
- Dara Bubamara
- Dunav (1997)
- Nisu to kiše (1999)
- Dvojnica (2001)
- Polje Jagoda (2003)
- Bez milosti (2005)
- Dodirni me (2007)
- Sangrija (2010)
- 2013 (2013)

### Компилации
- Best of (1999)